# Reality (chanson de Lost Frequencies)
Pour les articles homonymes, voir Reality (chanson).
Singles de Lost Frequencies
Are You With Me
(21 août 2014)
Reality est une chanson du disc jockey belge Lost Frequencies, sorti le 22 mai 2015 sur le label Armada Music. 
Le titre sort presque un an après la sortie d'Are You With Me, premier franc succès du disc jockey qui se cantonnait jusqu'alors à des productions minimes. Reality connaîtra le même engouement que le précédent : no 1 dans quatre hit-parades nationaux dont en Allemagne et en Belgique.

## Liste des titres
| 1. | Reality (Radio Edit)   | 2:38 |
| 2. | Reality (Extended Mix) | 4:55 |

| 1. | Reality (Hitimpulse Remix)              | 2:58 |
| 2. | Reality (Androma Remix)                 | 4:00 |
| 3. | Reality feat. Janieck Devy (MOWE Remix) | 4:30 |

## Classements
| Classement                              | Meilleure position |
| --------------------------------------- | ------------------ |
| Allemagne (Media Control AG)            | 1                  |
| Autriche (Ö3 Austria Top 40)            | 1                  |
| Belgique (Flandre Ultratop 50 Singles)  | 1                  |
| Belgique (Wallonie Ultratop 50 Singles) | 1                  |
| Espagne (PROMUSICAE)                    | 13                 |
| Finlande (Suomen virallinen lista)      | 8                  |
| France (SNEP)                           | 2                  |
| Israël (Media Forest)                   | 3                  |
| Norvège (VG-lista)                      | 13                 |
| Pays-Bas (Nederlandse Top 40)           | 5                  |
| Suède (Sverigetopplistan)               | 15                 |
| Suisse (Schweizer Hitparade)            | 2                  |